# Klubi Sportiv Skënderbeu
Il Klubi Sportiv Skënderbeu, meglio noto come Skënderbeu, è una società calcistica albanese di Coriza. Milita nella Kategoria Superiore, la massima divisione del campionato albanese.
Fondato come Vllazëria Korçë nel 1909, assunse la forma attuale nel 1925, quando, dalla fusione di vari club locali, nacque lo Skënderbeu Korçë, così denominato in onore di Giorgio Castriota Scanderbeg, eroe nazionale albanese. Ha vinto 8 campionati albanesi, 2 campionati albanesi di seconda divisione, una Coppa d'Albania e 3 Supercoppe d'Albania. Nel 2015 divenne il primo club albanese a raggiungere i play-off di UEFA Champions League, da cui fu eliminato, accedendo così alla fase a gironi della UEFA Europa League, prima compagine albanese a riuscire nell'impresa.
Dal 1957 disputa le partite casalinghe allo stadio Skënderbeu, impianto dalla capienza di 12 343 posti, di cui 5 724 a sedere.

## Storia
Il primo club calcistico di Coriza fu fondato il 15 aprile 1909 con il nome di Vllazëria dal politico e poeta Hilë Mosi. La crescita di popolarità del calcio nel biennio 1920-1922 è testimoniata dalla nascita di numerosi club quali il Përparimi e lo Sport Klub Korça. Nel 1922 il Liceo nazionale albanese fondò la società sportiva Shpresa.
Lo Skënderbeu nacque nel 1925 e fu così chiamato in onore dell'eroe nazionale albanese Giorgio Castriota Scanderbeg. Vide subito l'ingresso di molti giovani, che erano soliti praticare il calcio nei campi della città. Nel 1926 nacquero varie squadre di quartiere: Zhgaba, Leka i Madh, Pirro, Brekverdhit, Zjarri. nel 1927 sorse il Tigri e Diamanti. Nel 1928 queste compagini disputarono un campionato cittadino.
Superata una serie di problemi politici iniziali, lo Skënderbeu divenne ben presto la squadra più importante della città di Coriza e nel 1926 iniziò a giocare delle amichevoli con squadre di città vicine, come i macedoni del Monastir, allora parte del Regno di Jugoslavia (vittoria per 5-2 e pareggio per 2-2), e i greci dell'Ermioni e del Salonicco, squadra antenata dell'Arīs Salonicco. Il sodalizio albanese giocò anche contro il Kavala, battuto per 2-0 in Albania e vittorioso per 1-0 in Grecia.
Lo Skënderbeu ha vinto cinque campionati albanesi di fila, nel 2010-2011, 2011-2012, 2012-2013, 2013-2014, 2014-2015, riuscendo così a compiere una grande impresa che non gli era mai riuscita prima nella sua storia calcistica. Nella stagione 2015-2016 la squadra è arrivata ad un passo dalla storica qualificazione ai gironi di Champions League, perdendo nel play-off contro i croati della Dinamo Zagabria. Nonostante l'eliminazione, ha ottenuto la sua prima storica qualificazione in Europa League (tra l'altro è un record anche per le squadre albanesi, essendo diventata la prima squadra albanese ad ottenere la qualificazione ai gruppi dell'Europa League, dato che il Flamurtari vi partecipò quando si chiamava Coppa Uefa).
Nel giugno del 2017 la giustizia sportiva albanese ha deciso la revoca del titolo campione d'Albania 2015-2016, dopo che il club è stato dichiarato colpevole di aver truccato alcuni incontri del campionato. A seguito di ciò, la UEFA ha decretato l'esclusione della compagine albanese dalle coppe europee per i successivi dieci anni. Tuttavia, nel 2018, il titolo revocato le è stato restituito.

## Strutture

### Stadio

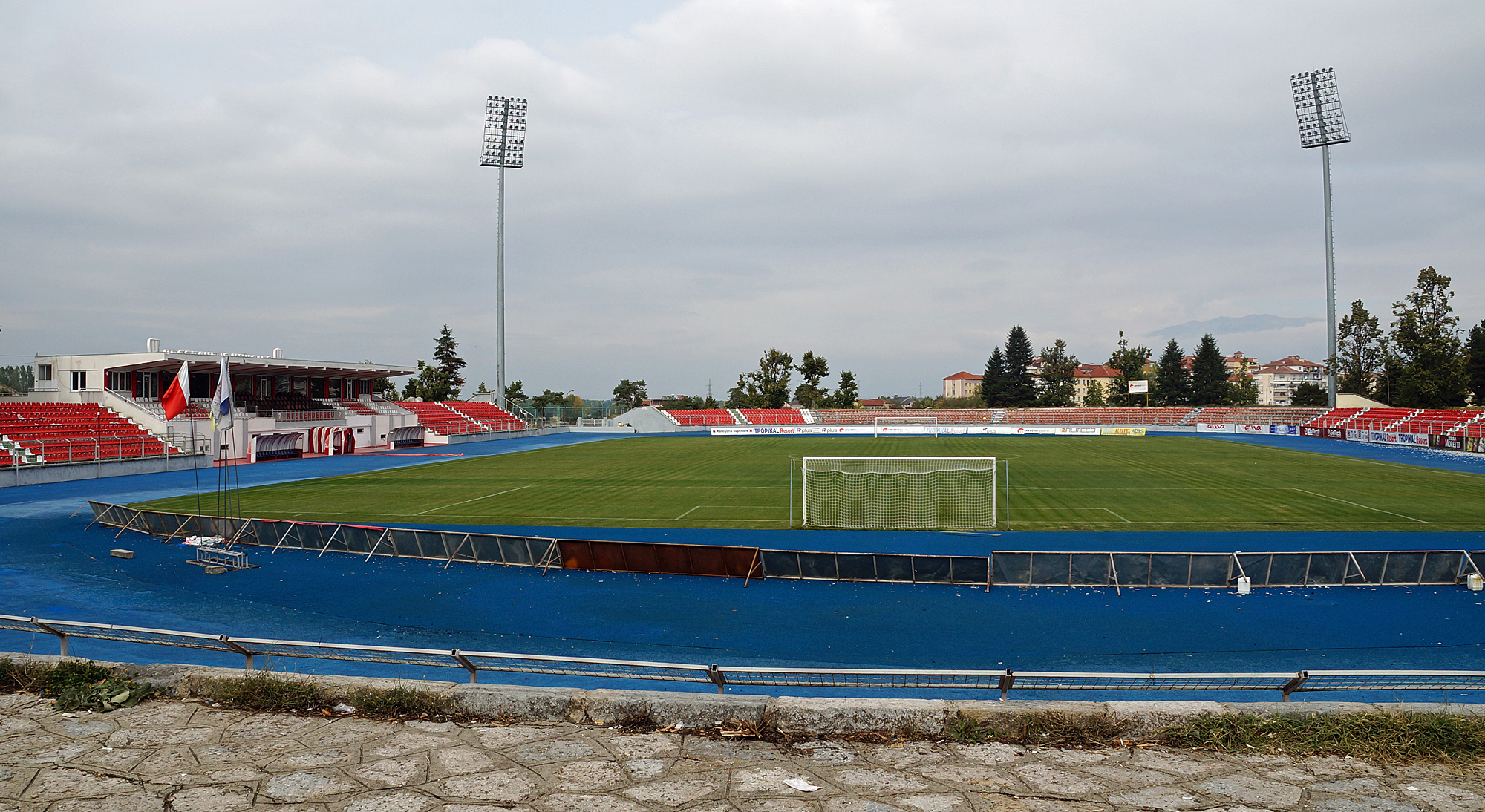
Immagine dello stadio Skënderbeu.

Lo Skënderbeu gioca le sue partite casalinghe allo stadio Skënderbeu.

## Società

### Organigramma societario
- Ardjan Takaj - Presidente
- Roland Shkëlqimi - Amministratore
- Gerhard Takaj - Direttore generale
- Ardi Gjançi - Direttore sportivo
- Ilirjan Përmeti - Direttore tecnico
- Arqile Zhidro - Responsabile ufficio stampa

### Sponsor
| Cronologia degli sponsor tecnici - 2014-2015 - Legea - 2015-oggi - Puma | Cronologia degli sponsor ufficiali - ????-2011 - Nessuno Sponsor - 2011-oggi - Ama |

## Allenatori e presidenti
| Allenatori - 2009-2010 Gerd Haxhiu - 2010 Andrea Marko - 2010 Mirel Josa - 2010-2011 Shkëlqim Muça - 2011 Shpëtim Duro - 2011-2012 Stanislav Levý - 2012-2016 Mirel Josa - 2016-2017 Andrea Agostinelli - 2017-2018 Ilir Daja - 2018-2019 Orges Shehi - 2019-2020 Ilir Daja - 2020-2021 Julian Ahmataj - 2021-2022 Migen Memelli - 2022 Skënder Gega - 2022 Gentjan Liço - 2022 Migen Memelli - 2022-oggi Ivan Gvozdenović | Presidenti - 2009-2013 Agim Zeqo - 2013-oggi Ardjan Takaj |

## Calciatori

### Capitani
- Bledi Shkëmbi (2010-2016)
- Orges Shehi (2016-2018)
- Marko Radaš (2018-)

## Palmarès

### Competizioni nazionali
- Campionato albanese: 8

1933, 2010-2011, 2011-2012, 2012-2013, 2013-2014, 2014-2015, 2015-2016, 2017-2018
- Coppa d'Albania: 1

2017-2018
- Supercoppa d'Albania: 3

2013, 2014, 2018
- Kategoria e Parë: 4

1975-1976, 2004-2005, 2006-2007, 2022-2023

### Altri piazzamenti
- Campionato albanese:

Secondo posto: 1930, 1934, 1976-1977
Terzo posto: 1936, 1947, 1957, 2016-2017, 2023-2024
- Coppa d'Albania:

Finalista: 1958, 1964-1965, 1975-1976, 2011-2012, 2016-2017, 2020-2021
Semifinalista: 1960, 1962-1963, 1965-1966, 1979-1980, 2012-2013, 2013-2014, 2014-2015, 2015-2016, 2018-2019
- Supercoppa d'Albania:

Finalista: 2011, 2012, 2015, 2016
- Kategoria e Parë:

Secondo posto: 1978-1979, 1981-1982, 1985-1986, 1994-1995

## Statistiche e record

### Partecipazione ai campionati
| Livello | Categoria           | Partecipazioni | Debutto   | Ultima stagione | Totale |
| ------- | ------------------- | -------------- | --------- | --------------- | ------ |
| 1º      | Kategoria e Parë    | 50             | 1947      | 1997-1998       | 67     |
| 1º      | Kategoria Superiore | 17             | 1998-1999 | 2019-2020       | 67     |
| 2º      | Kategoria e Parë    | 4              | 2000-2001 | 2012-2013       | 4      |
| 3º      | Kategoria e Dytë    | 1              | 2011-2012 | 2011-2012       | 1      |

### Statistiche individuali
| Record di presenze - 302 Bledi Shkëmbi (1997-2000, 2008-2010, 2010-2016) - 254 Orges Shehi (2010-oggi) - 224 Sabien Lilaj (2012-2016, 2016-2018) - 207 Renato Arapi (2011-2016) - 182 Marko Radaš (2011-oggi) - 149 Bakary Nimaga (2013-2018) - 120 Nurudeen Orelesi (2011-2014, 2016-oggi) - 113 Uerdi Mara (2015-2022) - 107 Kosta Vangjeli (2019-2022, 2023-oggi) - 107 Segun Adeniyi (2016-2018) - 106 Liridon Latifi (2015-2016, 2016-2017) - 89 Alfred Mensah (2020-2022) - 80 Hamdi Salihi (2015-2017) - 78 Sebino Plaku (2012-2013, 2016, 2017) - 67 Arben Korcari (1985-1998) | Record di reti - 51 Hamdi Salihi (2015-2017) - 44 Bledi Shkëmbi (1997-2000, 2008-2010, 2010-2016) - 40 Pero Pejić (2012-2014) - 33 Segun Adeniyi (2016-2018) - 32 Sabien Lilaj (2012-2016, 2016-2018) - 30 Sebino Plaku (2012-2013, 2016, 2017) - 28 Ali Sowe (2017-2018) - 27 Liridon Latifi (2015-2016, 2016-2017) - 24 Alfred Mensah (2020-2022) - 23 Gjergj Muzaka (2011-2012, 2013-2014) - 21 Dejvi Bregu (2018-2020) - 19 Peter Olayinka (2014-2016) - 18 Bakary Nimaga (2013-2018) |

## Organico

### Rosa 2024-2025
Aggiornato al 10 settembre 2024.
| N. |                     | Ruolo | Calciatore              |
| -- | ------------------- | ----- | ----------------------- |
| 3  | Colombia (bandiera) | D     | Lucho Vásquez           |
| 4  | Brasile (bandiera)  | D     | Marcos Ramos            |
| 5  | Albania (bandiera)  | D     | Elvis Prençi (capitano) |
| 6  | Nigeria (bandiera)  | C     | Mario Rabiu             |
| 7  | Brasile (bandiera)  | C     | Yuri Merlim             |
| 8  | Kosovo (bandiera)   | C     | Erolind Krasniqi        |
| 10 | Albania (bandiera)  | A     | Ermir Rashica           |
| 11 | Albania (bandiera)  | A     | Ardit Nikaj             |
| 14 | Albania (bandiera)  | D     | Andreas Gkertsos        |
| 17 | Albania (bandiera)  | C     | Rei Pecani              |
| 20 | Ghana (bandiera)    | D     | Randy Dwumfour          |
| 21 | Albania (bandiera)  | C     | Kosta Vangjeli          |
| 22 | Albania (bandiera)  | D     | Albi Doka               |

| N. |                     | Ruolo | Calciatore      |
| -- | ------------------- | ----- | --------------- |
| 24 | Germania (bandiera) | A     | Etienne Tare    |
| 25 | Albania (bandiera)  | C     | Dejvid Janaqi   |
| 28 | Albania (bandiera)  | P     | Kristian Rroku  |
| 29 | Albania (bandiera)  | A     | Foti Çuçka      |
| 31 | Albania (bandiera)  | C     | Henrik Nerguti  |
| 32 | Albania (bandiera)  | D     | Ergi Zenullari  |
| 37 | Camerun (bandiera)  | C     | Franklin Kamleu |
| 71 | Albania (bandiera)  | P     | Marco Alia      |
| 77 | Albania (bandiera)  | D     | Klevis Shaqe    |
| 98 | Ghana (bandiera)    | A     | Bismark Charles |
| 99 | Nigeria (bandiera)  | A     | Tayo Abiodun    |
|    | Albania (bandiera)  | A     | Skerdi Xhixho   |

### Rosa 2020-2021
| N. |                    | Ruolo | Calciatore              |
| -- | ------------------ | ----- | ----------------------- |
| 1  | Albania (bandiera) | P     | Mario Dajsinani         |
| 3  | Albania (bandiera) | D     | Vangjel Zguro           |
| 4  | Kosovo (bandiera)  | D     | Leonat Vitija           |
| 6  | Kosovo (bandiera)  | C     | Alban Shabani           |
| 7  | Albania (bandiera) | A     | Elvi Berisha            |
| 8  | Albania (bandiera) | C     | Shqiprim Taipi          |
| 9  | Albania (bandiera) | A     | Belajdi Pusi            |
| 10 | Albania (bandiera) | C     | Uerdi Mara              |
| 11 | Grecia (bandiera)  | A     | Alexandros Tereziou     |
| 15 | Albania (bandiera) | D     | Ditmar Biçaj (capitano) |
| 17 | Albania (bandiera) | C     | Arinaldo Rrapaj         |
| 18 | Ghana (bandiera)   | C     | Dennis Dowouna          |
| 19 | Albania (bandiera) | A     | Redi Kaçanolli          |
| 20 | Ghana (bandiera)   | C     | Randy Dwumfour          |

| N. |                      | Ruolo | Calciatore          |
| -- | -------------------- | ----- | ------------------- |
| 21 | Albania (bandiera)   | D     | Kosta Vangjeli      |
| 22 | Ghana (bandiera)     | D     | Abbey Agbodzie      |
| 23 | Hong Kong (bandiera) | C     | Remi Dujardin       |
| 25 | Ghana (bandiera)     | A     | Alfred Mensah       |
| 27 | Albania (bandiera)   | A     | Krisi Kaso          |
| 28 | Albania (bandiera)   | D     | Jorgo Meksi         |
| 32 | Albania (bandiera)   | D     | Harallamb Qaqi      |
| 44 | Kosovo (bandiera)    | D     | Leard Sadriu        |
| 45 | Kosovo (bandiera)    | D     | Melos Bajrami       |
| 47 | Albania (bandiera)   | P     | Kostandino Dramolli |
| 77 | Albania (bandiera)   | C     | Vasil Tuni          |
| 97 | Albania (bandiera)   | C     | Paolo Ivani         |
| 99 | Ghana (bandiera)     | A     | Samuel Armah        |

### Rosa 2019-2020
| N. |                    | Ruolo | Calciatore      |
| -- | ------------------ | ----- | --------------- |
| 1  | Albania (bandiera) | P     | Aldo Teqja      |
| 4  | Albania (bandiera) | D     | Bruno Lulaj     |
| 7  | Albania (bandiera) | C     | Ardit Hoxhaj    |
| 8  | Kosovo (bandiera)  | C     | Shqiprim Taipi  |
| 9  | Albania (bandiera) | A     | Blerim Krasniqi |
| 10 | Albania (bandiera) | C     | Nazmi Gripshi   |
| 11 | Kosovo (bandiera)  | C     | Leonit Abazi    |
| 13 | Albania (bandiera) | C     | Jorgo Pëllumbi  |
| 15 | Albania (bandiera) | C     | Aldo Qashku     |
| 17 | Albania (bandiera) | C     | Gjergji Muzaka  |
| 19 | Albania (bandiera) | D     | Enes Isufi      |
| 20 | Gambia (bandiera)  | D     | Kaba Sambou     |
| 21 | Grecia (bandiera)  | C     | Zani Kurti      |
| 22 | Albania (bandiera) | C     | Bruno Dita      |

| N. |                       | Ruolo | Calciatore        |
| -- | --------------------- | ----- | ----------------- |
| 23 | Albania (bandiera)    | C     | Dejvi Bregu       |
| 25 | Nigeria (bandiera)    | A     | Otto John         |
| 27 | Albania (bandiera)    | C     | Zenel Gavazaj     |
| 28 | Serbia (bandiera)     | C     | Elmir Asani       |
| 30 | Croazia (bandiera)    | C     | Marko Pervan      |
| 31 | Albania (bandiera)    | P     | Mario Dajsinani   |
| 32 | Albania (bandiera)    | D     | Kristi Vangjeli   |
| 33 | Croazia (bandiera)    | D     | Marko Radaš       |
| 34 | Svezia (bandiera)     | C     | Egzon Sekiraca    |
| 44 | Albania (bandiera)    | C     | Uerdi Mara        |
| 90 | Ghana (bandiera)      | C     | Kwasi Sibo        |
| 95 | Montenegro (bandiera) | C     | Idriz Toskic      |
|    | Palestina (bandiera)  | C     | Mohammad El Kayed |

## Staff tecnico
- Allenatore:  Ivan Gvozdenović
- Vice-Allenatore:  Gentjan Liço
- Vice-Allenatore:  Ardi Mema
- Collaboratore Tecnico:  Ilir Bozhiqi
- Team Manager:  Andrea Marko
- Preparatore dei portieri:  Jani Kaçi
- Preparatore atletico:  Iris Selimi
- Medico sociale:  Jorgo Pantazi
- Fisioterapista:  Gëzim Qyli